# Mitchell Feigenbaum

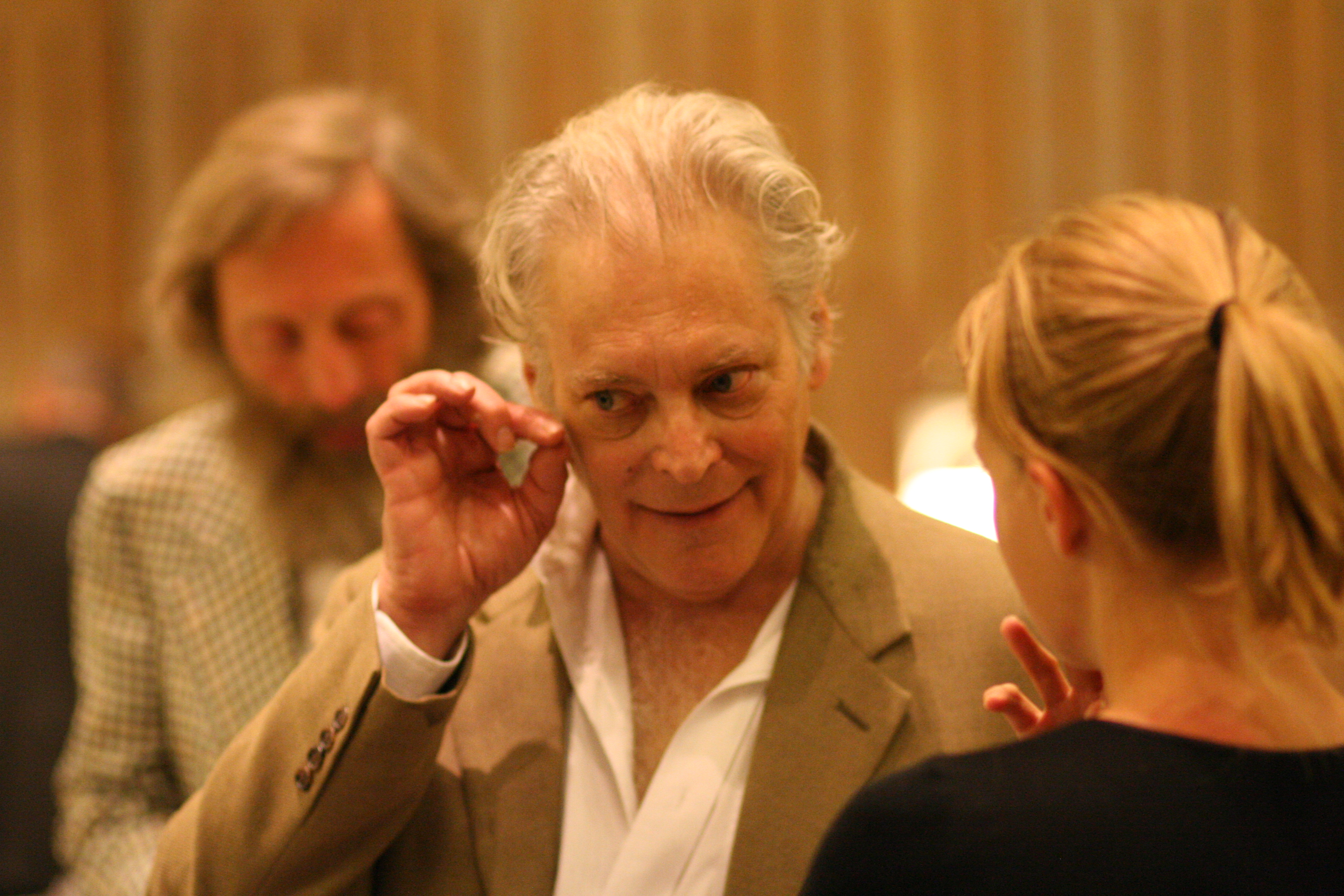
Mitchell Feigenbaum im Niels-Bohr-Institut, 2006

Mitchell Jay Feigenbaum (* 19. Dezember 1944 in Philadelphia, Pennsylvania; † 30. Juni 2019 in New York City) war ein US-amerikanischer Physiker und Pionier in der Chaosforschung. Er gilt als Entdecker der Universalität der Periodenverdopplung.

## Leben
Der Sohn jüdischer Immigranten aus Polen und der Ukraine wuchs im Stadtteil Brooklyn von New York City auf. Sein Vater Abraham Joseph Feigenbaum war Chemiker und seine Mutter Mildred Sugar Lehrerin. Er besuchte die Samuel J. Tilden High School und das City College of New York, wo er in den Jahren 1960–1964 zunächst Elektrotechnik studierte. Am Massachusetts Institute of Technology erhielt er 1970 den Doktorgrad für seine Arbeit im Bereich der Physik der Elementarteilchen. Die folgenden vier Jahre verbrachte Feigenbaum recht erfolglos an der Cornell University und dem Virginia Polytechnic Institute (1972 bis 1974). Erfolglos deshalb, weil er die für Nachwuchswissenschaftler nötigen Veröffentlichungen nicht erbrachte. Auf Nachfrage seiner Betreuer, was mit einem bestimmten Problem sei, antwortete er „Oh, ich habe es verstanden.“
Im Jahre 1974 wechselte Feigenbaum an das Los Alamos National Laboratory und untersuchte Turbulenzen, insbesondere in Flüssigkeiten. Die Forschungsgruppe, in der er arbeitete, konnte keine erklärende Theorie in diesem Gebiet finden, jedoch nutzte Feigenbaum diese Forschung zur Studie chaotischer Funktionen.

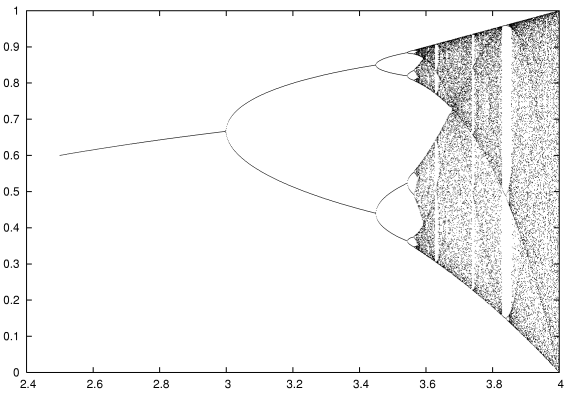
Bifurkations- oder Feigenbaumdiagramm

Viele mathematische Funktionen, denen ein einziger linearer Parameter zugrunde liegt, zeigen scheinbar zufällige Verläufe, auch als Chaos bekannt, wenn der Parameter innerhalb eines bestimmten Bereiches liegt. Wenn der Parameter sich diesem Bereich annähert, zeigt die Funktion eine Verzweigung oder Bifurkation bei bestimmten Werten des Parameters. Anfänglich gibt es nur einen stabilen Punkt, danach oszilliert die Funktion zwischen zwei Punkten, später vier und so weiter. Im Jahre 1975 entdeckte Feigenbaum mit Hilfe seines HP-65 (des ersten programmierbaren Taschenrechners), dass das Verhältnis der Differenz zwischen den Werten aufeinanderfolgender Periodenverdopplungen eine Konstante von 4,6692016091 aufweist. Er war daraufhin in der Lage, den mathematischen Beweis für dieses Phänomen zu erbringen, und zeigte, dass eine große Anzahl mathematischer Funktionen das gleiche Verhalten und die gleiche Konstante kurz vor dem Eintritt von Chaos aufweisen. Mit Hilfe dieser universellen Konstante war es Forschern erstmals möglich, das zufällig erscheinende Verhalten chaotischer Systeme zu untersuchen. Sie ist heute als Feigenbaum-Konstante bekannt.
Feigenbaum zeichnete weiterhin verantwortlich für die Einführung neuer fraktaler Methoden in der Kartografie, die es erlaubten, unter Zuhilfenahme von Computern skalierbare Karten von Küstenlinien, Grenzverläufen und Gebirgszügen zu zeichnen.
Im Jahr 1982 wurde er Professor an der Cornell University, erhielt im Jahre 1984 ein MacArthur Fellowship sowie 1986 den Wolf-Preis für Physik zusammen mit Albert Libchaber und 1987 den Dickson Prize in Science. Er war seit 1986 Professor an der Rockefeller University und Direktor des dortigen Center for Studies in Physics and Biology.
1978 und 1984 war er am Institute for Advanced Study und 1980/81 am IHES.
Er war Mitglied der National Academy of Sciences (1988), der American Physical Society und der American Academy of Arts and Sciences (1987).
1996 gründete er mit Alexander Sokol, Nigel Goldenfeld und Michael Goodkin die Firma für Hochleistungssoftware für den Derivatenmarkt Numerix.
Seit 2017 zählte ihn Clarivate Analytics aufgrund der Zahl seiner Zitationen zu den Favoriten auf einen Nobelpreis für Physik (Clarivate Citation Laureates, früher Thomson Reuters Citation Laureates).

## Schriften
- Quantitative Universality for a class of nonlinear transformations, Journal of Statistical Physics, Band 19, 1978, S. 25–52.
- The universal metric properties of nonlinear transformations, Journal of Statistical Physics, Band 21, 1979, S. 669–706.
- Universal behavior in nonlinear systems, Los Alamos Science, Band 1, 1980, S. 4–27 (Nachdruck in H. Bai-Lin, Chaos, Band 1, World Scientific 1984)
- The transition to aperiodic behavior in turbulent systems, Comm. Math. Phys., Band 77, 1980, S. 65–86.
- Presentation functions, fixed points and a theory of scaling function dynamics, Journal of Statistical Physics, Band 52, 1988, S. 527–568.
- mit Leo Kadanoff, Scott Shenker: Quasiperiodicity in dissipative systems: a renormalization group analysis, Physica D, Band 5, 1982, S. 370–386.